# Leitzahl
Als Leitzahl wird die Maßzahl bezeichnet, mit der die Lichtenergie eines Blitzgeräts angegeben wird – die Blitzreichweite.

## Definition und Berechnung

### Leitzahl
Die Leitzahl {\displaystyle L} ist das Produkt aus dem Abstand {\displaystyle A} zwischen Blitz und Motiv in Metern und der jeweils zur korrekten Belichtung erforderlichen Blendenzahl {\displaystyle B}:
{\displaystyle L=A\,B}
Über die Leitzahl kann die Entfernung zwischen Blitzgerät und Motiv berechnet werden, bei welcher der Blitz ein Bild ausreichend belichten kann, oder umgekehrt bei gegebener Leitzahl und Entfernung die am Kameraobjektiv einzustellende Blendenzahl ermittelt werden.

Zusammenhang zwischen Entfernung des Objektes, am Objektiv eingestellter Blende und Leitzahl des Blitzgerätes

Diese Angabe bezieht sich häufig auf eine Filmempfindlichkeit von ISO 100/21° (bei historischen Blitzgeräten teilweise bis in die 1970er Jahre hinein auch auf ISO 50/18°) und eine Blendenzahl von 1:1, jedoch ist diese Vorgabe weder standardisiert, noch wird sie konsequent von allen Herstellern von Blitzgeräten angewandt. Daher ist es meistens notwendig, die vom Hersteller angegebene Leitzahl in die tatsächliche, der eigenen Ausrüstung und Filmempfindlichkeit entsprechende Leitzahl umzurechnen. Die effektive Leitzahl hängt auch von weiteren Faktoren ab, wie beispielsweise Zoomreflektoreinstellung und manueller Leistungseinstellung am Blitzgerät sowie den Reflexionseigenschaften des Objekts und der Umgebung. Die meisten Hersteller geben die Leitzahl für einen relativ kleinen Innenraum mit weißen Wänden an, hierbei erhöht sich die Lichtausbeute durch das von den Wänden reflektierte Licht.
Die Helligkeit des ausgeleuchteten Objektes nimmt mit dem Quadrat des Blitzabstands ab. Ein Blitzgerät mit doppelter Leitzahl liefert also die vierfache Lichtmenge.
Der maximale Abstand des Objektes {\displaystyle A_{\text{max}}}, die maximale Blitzreichweite ergibt sich aus der Leitzahl {\displaystyle L} des Blitzgerätes und der kleinstmöglichen Blendenzahl {\displaystyle B_{\mathrm {min} }} des Fotoapparats:
{\displaystyle A_{\text{max}}={\frac {L}{B_{\text{min}}}}}
Wird eine Kamera im manuellen Betrieb genutzt, kann die Leitzahl als Rechenhilfe für die Blendenzahl genutzt werden.
{\displaystyle B={\frac {L}{A}}}
Moderne Blitzgeräte (Computerblitz) messen das vom Motiv reflektierte Licht durch einen Sensor und steuern so die Leuchtdauer des Blitzes. Im Zusammenspiel mit dafür ausgerüsteten Fotoapparaten kann die Lichtmenge auch durch das Objektiv (Through The Lens, TTL) gemessen und gesteuert werden. Manche einfacheren Digitalkameras stellen die Lichtleistung des eingebauten Blitzes auch mittels Leitzahlrechnung ein, indem die eingestellte Blende und die vom Autofokus ermittelte Objektentfernung verwendet werden.
Andere, vorwiegend bei Studioblitzanlagen verwendete Angaben der Lichtmenge eines Blitzgeräts sind Wattsekunden, seltener auch BCPS (Beam Candle Power Seconds) oder ECPS (Effective Candle Power Seconds). Die Lichtmenge hat physikalisch die Einheit Lumensekunde.

### Blitzreichweite
Als Blitzreichweite bezeichnet man in der Blitzlichtfotografie die Distanz, über die ein Blitzgerät das zu fotografierende Motiv hinreichend ausleuchten kann. Die Blitzreichweite ist von der Lichtleistung des Blitzgerätes, angegeben durch die Leitzahl, der eingestellten Blendenzahl des Kameraobjektivs, der Filmempfindlichkeit und den Reflexionseigenschaften der Umgebung und des Motivs abhängig.
Die folgenden Formeln gelten für ein Motiv „mittlerer Helligkeit“ (18 % Grau, siehe Graukarte).
Die Blitzreichweite {\displaystyle A} errechnet sich aus der Leitzahl {\displaystyle L} des Blitzgerätes geteilt durch die eingestellte Blende {\displaystyle B} des Kameraobjektivs:
{\displaystyle A={\frac {L}{B}}}
Beispiel: Wenn der Blitz die Leitzahl 12 hat (entspricht vielen internen Kamerablitzen) und als Blende 5,6 eingestellt ist, beträgt die maximale Reichweite 2,14 m:
{\displaystyle {\frac {12}{5{,}6}}=2{,}14\,{\text{m}}}
Die Formel gilt in dieser Form nur, wenn die Filmempfindlichkeit mit der Empfindlichkeit übereinstimmt, auf die sich die am Blitzgerät angegebene Leitzahl bezieht. Häufig bezieht sich die Leitzahl auf eine Filmempfindlichkeit von ISO 100/21°.
Die Blitzreichweite kann durch einen Film mit höherer Lichtempfindlichkeit gesteigert werden. Die Reichweite ändert sich um die Quadratwurzel des Verhältnisses der tatsächlichen Filmempfindlichkeit {\displaystyle E_{F}} zur Filmempfindlichkeit {\displaystyle E_{L}}, auf die sich die Leitzahl des Blitzgerätes bezieht. Daraus ergibt sich ein Faktor {\displaystyle F}, mit dem die Blitzreichweite multipliziert werden muss:
{\displaystyle F={\sqrt {\frac {E_{F}}{E_{L}}}}}
Wenn sich die Leitzahl auf eine Filmempfindlichkeit von ISO 100/21° bezieht, ergeben sich für die gängigsten Filmempfindlichkeiten folgende Umrechnungsfaktoren:
| Film     | Faktor |
| -------- | ------ |
| ISO 50   | 0,7    |
| ISO 100  | 1,0    |
| ISO 200  | 1,4    |
| ISO 400  | 2,0    |
| ISO 800  | 2,8    |
| ISO 1600 | 4,0    |
| ISO 3200 | 5,7    |
Eine Vervierfachung der Filmempfindlichkeit verdoppelt die Blitzreichweite.
Unter Berücksichtigung der Filmempfindlichkeit erhält man für die Blitzreichweite folgende Formel:
{\displaystyle A={\frac {L}{B}}\cdot {\sqrt {\frac {E_{F}}{E_{L}}}}}
Beispiel: Wenn die Leitzahl wieder 12 und als Blende 5,6 eingestellt ist, die Filmempfindlichkeit ISO 800 beträgt und sich die Leitzahl auf eine Filmempfindlichkeit von ISO 100 bezieht, reicht das Blitzlicht 6,06 m weit:
{\displaystyle {\frac {12}{5{,}6}}\cdot {\sqrt {\frac {800}{100}}}=6{,}06\,{\text{m}}}

## Verstellbarer Reflektor
Viele Blitzgeräte bieten die Möglichkeit, mittels eines verstellbaren Reflektors den ausgeleuchteten Bildwinkel dem Aufnahme-Bildwinkel der Kamera anzupassen. Üblicherweise wird die Brennweite eines Objektivs angegeben, das an einer Kleinbildkamera einen passenden Bildwinkel hat. Dabei ändert sich mit der Größe der ausgeleuchteten Fläche auch die Leitzahl.
Beispiel (Nikon SB 800):
| Bildwinkel                | 114°  | 104°  | 84°   | 75°   | 63°   | 47°   | 34°   | 29°   | 23°    |
| Brennweite (Kleinbild)    | 14 mm | 17 mm | 24 mm | 28 mm | 35 mm | 50 mm | 70 mm | 85 mm | 105 mm |
| Leitzahl (ISO 100, Meter) | 17    | 19    | 30    | 32    | 38    | 44    | 50    | 53    | 56     |